# Kim Lykkeskov
Kim Lykkeskov (født 20. juli 1983 i Vojens) er en dansk ishockeyspiller, der spiller for SønderjyskE Ishockey og Danmarks ishockeylandshold.
Lykkeskov er 173 cm høj og vejer 80 kg og spiller forward. Han spiller i nr. 23 både på klubholdet og på landshold. Han begyndte karrieren i Vojens Ishockey Klub, der nu er indlemmet i SønderjyskE-samarbejdet. Han var den første dansker, der fik fuldtidskontrakt i SønderjyskE, hvor kontrakten løber til og med sæsonen 2011-12.
Med SønderjyskE er Lykkeskov blevet dansk mester i 2006, 2009, 2010, 2013 og 2014, lige som det er blevet til bronze i 2007, 2008, 2011 og 2012. I mesterskabssæsonen 2009-10 blev Kim Lykkeskov kåret til årets danske spiller.
Lykkeskov har spillet 47 landskampe for det danske landshold.
I 2015 spillede Lykkeskov sin sidste kamp for SønderjyskE - en kamp, hvor holdet vandt mesterskabet i Metal Ligaen. Da holdet mistede deres højtærede sportschef i samme sæson, trådte Lykkeskov nemlig til i den følgende sæson.

## Statistik
INFO for 2009/10 (AL-Bankligaen)
Shoots/catches=Left GP=35 G=16 A=24 P=40 GWG=2 PIM=22 PEN=11

## Eksterne Links
- Profil hos Eurohockey
- Statistik Eliteprospects.com
- Kim Lykkeskov – career stats